# Исмаил Ахмед Исмаил
Исмаил Ахмед Исмаил е судански лекоатлет – бегач, който бяга в дисциплината 800 метра.

## Биография
Роден е на 10 септември 1984 г.
Достига до финала на олимпийските игри в Атина през 2004 г. Участва и в олимпийските игри в Пекин през 2008 г., където печели сребърен медал. Знаменосец е за страната си при откриващата церемония на олимпийските игри в Лондон през 2012 г., където е последното му участие на олимпиада.
Той е първият суданец в историята, който печели олимпийски медал.